# Friedrich von Flotow
Friedrich von Flotow (Teutendorf, 27 de abril de 1812-Darmstadt, 24 de enero de 1883) fue un compositor alemán, recordado especialmente por su ópera Martha, muy popular a finales del siglo XIX y principios del XX, pero que hoy en día se representa muy rara vez.
Flotow nació en una familia aristocrática. Estudió en el Conservatorio de París, donde recibió la influencia de Daniel Auber, Gioachino Rossini, Giacomo Meyerbeer, Gaetano Donizetti, Jacques Halévy, Charles Gounod y Jacques Offenbach. Estas influencias se perciben en sus óperas, que tienen un sabor a ópera cómica francesa.
Terminó la composición de su primera ópera, Pierre et Cathérine, en 1835, pero su primer éxito fue Le naufrage de la Méduse (1839). Ese mismo año, colaboró con el compositor  Albert Grisar para la obra L'eau merveilleuse (1839). Años después, en 1847, se estrenó en Viena su obra más popular, Martha. En total, Flotow compuso 29 óperas, que han sido traducidas al italiano, francés e inglés, especialmente en los primeros años del siglo XX. Otra de sus obras que alcanzó cierta popularidad es Alessandro Stradella.
Entre 1856 y 1863, fue nombrado intendente del teatro de la corte en Schwerin. Pasó el resto de su vida en París y Viena.
Flotow también es autor de obras instrumentales y canciones.
Falleció en Darmstadt a la edad de 70 años.